# Базарово (Нижньогородська область)
Базарово (рос. Базарово) — присілок в Вачському районі Нижньогородської області Російської Федерації.
Населення становить 28 осіб. Входить до складу муніципального утворення Филінська сільрада.

## Історія
Від 2009 року входить до складу муніципального утворення Филінська сільрада.

## Населення
| 1859 | 1905 | 1926 | 1999 | 2002 | 2010 |
| ---- | ---- | ---- | ---- | ---- | ---- |
| 375  | ↗416 | ↗489 | ↘46  | ↘36  | ↘28  |